# 31e corps d'armée (Allemagne)
Pour les articles homonymes, voir 31e corps d'armée.
Le 31e corps d'armée (en allemand : XXXI. Armeekorps) était un corps d'armée de l'armée de terre allemande, la Heer, au sein de la Wehrmacht pendant la Seconde Guerre mondiale.

## Hiérarchie des unités
| Nom          | Nbre d'hommes       | Unités subalternes                | Grade de commandement                 |
| ------------ | ------------------- | --------------------------------- | ------------------------------------- |
| Heeresgruppe | + 300 000           | 2 à + Armeen (Armées)             | Generaloberst ou Generalfeldmarschall |
| Armee        | + 100 000 - 300 000 | 2 à + Armeekorps (Corps d'armées) | General ou Generaloberst              |
| Armeekorps   | + 30 000 - 80 000   | 2 à + Divisionen (Division)       | Generalleutnant ou General            |
| Division     | + 10 000 – 20 000   | 2 à 6 Brigaden (Brigade)          | Generalmajor ou Generalleutnant       |
| Brigade      | + 3 000 – 5 000     | jusqu'à 3 Regimentern (Régiment)  | Oberst ou Generalmajor                |

## Historique
Le XXXI. Armeekorps est formé fin mars 1945.
Du 27 mars 1945 jusqu'à la capitulation de l'Allemagne, il prend le nom de Korps Ems.

## Organisation

### Commandants successifs
| Date                      | Grade                  | Commandant     |
| ------------------------- | ---------------------- | -------------- |
| 27 mars 1945 - 8 mai 1945 | General der Infanterie | Siegfried Rasp |

### Chef des Generalstabes
| Date                        | Grade               | Commandant         |
| --------------------------- | ------------------- | ------------------ |
| 1er avril 1945 - 8 mai 1945 | Oberstleutnant i.G. | Hans Meier-Welcker |

### 1. Generalstabsoffizier (Ia)
| Date                       | Grade      | Commandant     |
| -------------------------- | ---------- | -------------- |
| 1er avril 1945             | Major i.G. | Gutzschahn     |
| 15 avril 1945 - 8 mai 1945 | Major i.G. | Wilfried Hille |

## Théâtres d'opérations
- Allemagne : nord-ouest (fleuve Ems)

## Ordre de batailles

### Rattachement d'Armées
| Date | Armée | Groupe d'Armées |
| ---- | ----- | --------------- |
| 1945 |       |                 |
| Mars | ?     | ?               |

### Unités subordonnées

#### Unités organiques
- Korps-Nachrichten-Abteilung Ems

#### Unités rattachées
30 mars 1945
- Division Nr. 480
- Division Nr. 490

14 avril 1945
- 2. Marine-Infanterie-Division
- Division z.b.V. 172
- Division Nr. 480
- Kampfkommandant Bremen
- 8. Flak-Division

21 avril 1945
- Division z.b.V. Gilbert
- Kampfkommandant Bremen
- Division z.b.V. 172
- Division Nr. 480
- 2. Marine-Infanterie-Division
- 15. Panzer-Grenadier-Division

30 avril 1945
- Division z.b.V. Gilbert
- Brigade Goltzsch
- Division z.b.V. 172
- Division Nr. 480
- Kampfgruppe Stade
- 15. Panzer-Grenadier-Division

8 mai 1945
- Division z.b.V. 617
- 8. Flak-Division
- Division z.b.V. Gilbert
- 7. Fallschirmjäger-Division
- Division Nr. 480
- 15. Panzer-Grenadier-Division
- Festungs-Brigade Cuxhaven
- Brigade Goltzsch

## Sources
- XXXI. Armeekorps sur Lexikon-der-wehrmacht.de